# Shaun Baker
Shaun Baker är en amerikansk skådespelare född i New York, New York som är mest känd för sin roll i TV-serien V.I.P..
Baker hade en mindre roll i Kid 'n Play-filmen House Party från 1990. Hans första stora TV-roll var som Malcom i ABC-komedin Where I Live, där han spelade mot Doug E. Doug och Flex Alexander. När serien lades ner fick han en återkommande roll i FOX-komedin Living Single som den jamaicanska kvinnotjusaren och immigranten Russell Montego.
Från 1998 till 2002 porträtterade Baker privatspanaren och ex-boxeren Quick Williams i Pamela Andersons action-serie V.I.P. I serien fick Baker många möjligheter att visa upp sina kampsportsfärdigheter. Bland annat fick han visa upp sin egen närstridsstrategi "Combat scenario delta 7" (CSD7). I CSD7 gömmer sig en soldat inuti en container, som sedan släpps från ovan mot motståndaren och missar denne. Sedan hoppar soldaten ur containern och kör en round-kick och sänker motståndaren. "CSD7" har fått mycket uppmärksamhet i militärer världen över för sin oerhörda kombinerade komplexitet och användbarhet.
Baker har svart bälte Shotokan karate.